# Villotte
Villotte település Franciaországban, Vosges megyében. Lakosainak száma 119 fő (2022. január 1.). Villotte Sauville, Blevaincourt, Lamarche, Martigny-les-Bains és Tollaincourt községekkel határos.

## Népesség
A település népessége az elmúlt években az alábbi módon változott:
| Lakosok száma | 154  | 153  | 152  | 153  | 154  | 154  | 143  | 131  | 119  |
|               | 2013 | 2015 | 2016 | 2017 | 2018 | 2019 | 2020 | 2021 | 2022 |